# Chrysopsis

Chrysopsis,  es un miembro de la familia Asteraceae. Comprende 125 especies descritas y solo 11 aceptadas.

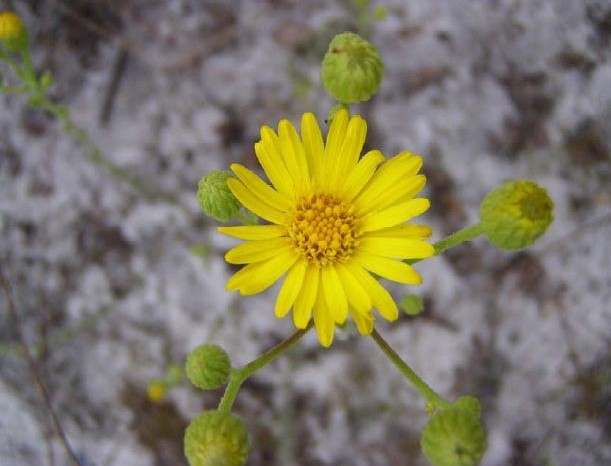
Detalle de la flor

## Ecología
Chrysopsis lo utilizan como alimento las larvas de algunas especies de Lepidoptera incluyendo Schinia lynx, Schinia nubila y Schinia saturata (todas utilizan Heterotheca subaxillaris) y Schinia petulans (que come exclusivamente de Chrysopsis subulata).

## Taxonomía
El género fue descrito por (Nutt.) Elliott y publicado en A Sketch of the Botany of South-Carolina and Georgia 2(4): 333–339. 1824[1823]. La especie tipo es Chrysopsis mariana (L.) Elliott. 

## Especies
A continuación se brinda un listado de las especies del género Chrysopsis aceptadas hasta junio de 2011, ordenadas alfabéticamente. Para cada una se indica el nombre binomial seguido del autor, abreviado según las convenciones y usos.
- Chrysopsis delaneyi Wunderlin & Semple
- Chrysopsis floridana Small
- Chrysopsis godfreyi Semple
- Chrysopsis gossypina (Michx.) Elliott
- Chrysopsis highlandsensis DeLaney & Wunderlin
- Chrysopsis lanuginosa Small
- Chrysopsis latisquamea Pollard
- Chrysopsis linearifolia Semple
- Chrysopsis mariana (L.) Elliott
- Chrysopsis scabrella Torr. & A.Gray
- Chrysopsis subulata Small